# Cantone di Doullens
Il Cantone di Doullens è una divisione amministrativa degli arrondissement di Abbeville e di Amiens.
A seguito della riforma complessiva dei cantoni del 2014 è passato da 14 a 44 comuni.

## Composizione
Prima della riforma del 2014 comprendeva i comuni di:
- Authieule
- Beauquesne
- Beauval
- Bouquemaison
- Brévillers
- Doullens
- Gézaincourt
- Grouches-Luchuel
- Hem-Hardinval
- Humbercourt
- Longuevillette
- Lucheux
- Neuvillette
- Terramesnil

Dal 2015 comprende i comuni di:
- Agenville
- Autheux
- Authieule
- Barly
- Béalcourt
- Beaumetz
- Beauquesne
- Beauval
- Bernâtre
- Bernaville
- Berneuil
- Boisbergues
- Bonneville
- Bouquemaison
- Brévillers
- Candas
- Conteville
- Domesmont
- Domléger-Longvillers
- Doullens
- Épécamps
- Fieffes-Montrelet
- Fienvillers
- Frohen-sur-Authie
- Gézaincourt
- Gorges
- Grouches-Luchuel
- Hem-Hardinval
- Heuzecourt
- Hiermont
- Humbercourt
- Longuevillette
- Lucheux
- Maizicourt
- Le Meillard
- Mézerolles
- Montigny-les-Jongleurs
- Neuvillette
- Occoches
- Outrebois
- Prouville
- Remaisnil
- Saint-Acheul
- Terramesnil